# ネオン管

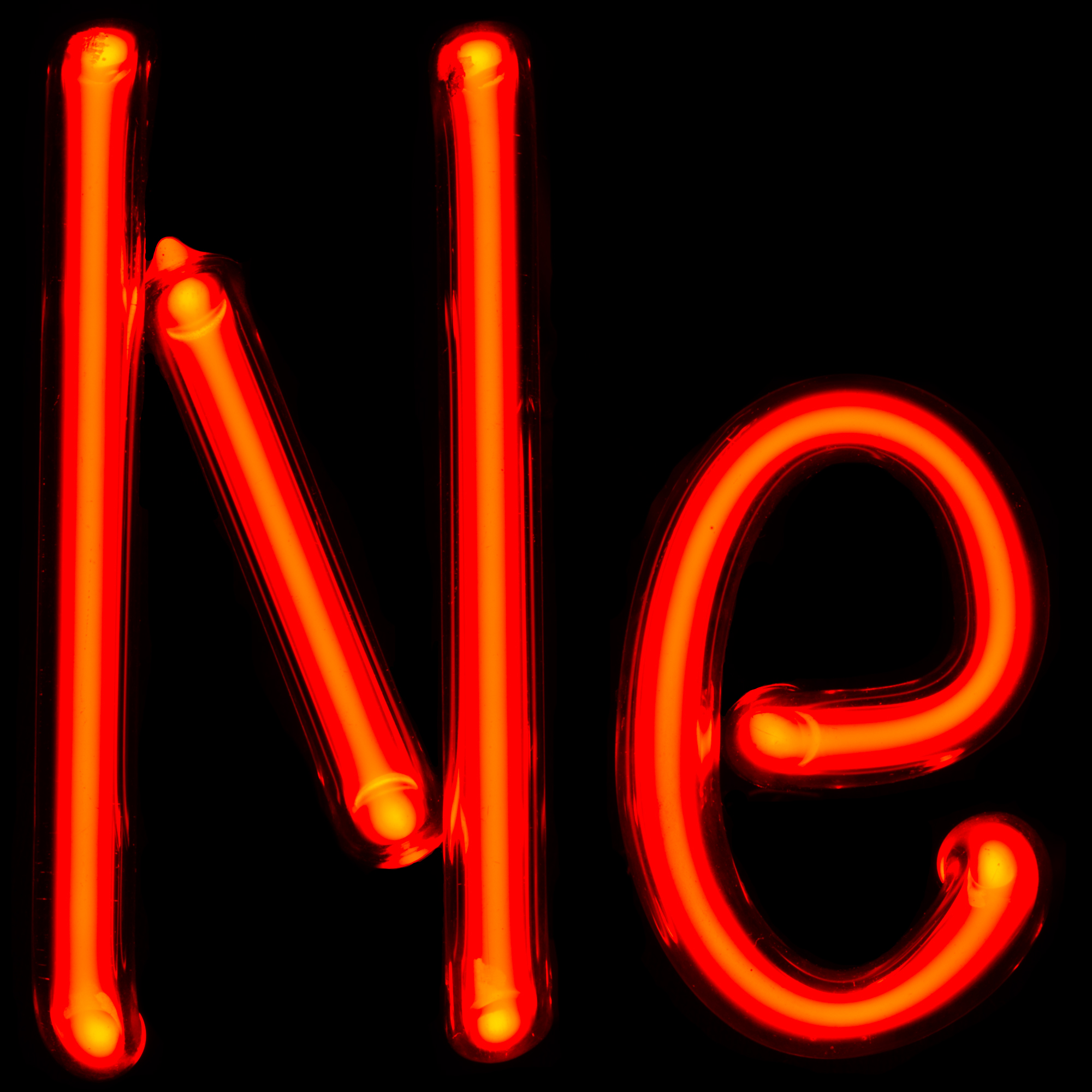
ネオン管

ネオン管（ネオンかん、neon tube）とは、ガス放電管の一種で、封入ガスとして100 - 1,000Pa（0.001 - 0.01気圧）のネオンガスを用いたもの。冷陰極低圧放電灯でもあるために冷陰極管とも似た特性を有する。ネオンガス中のグロー放電に認められる陽光柱および負グローの橙赤色の発光現象を利用し、各種照明器具や表示用に用いられることが多い。
一般に、特にネオンサインなどの表示用途において、封入ガスとして水銀、ヘリウム、窒素を用いたり、管内壁に蛍光物質（無機蛍光体）を塗布するなどして様々な光色を得られるようにした各種ガス放電管も便宜上ネオン管と呼ばれ、蛍光灯のガラス管を着色し、あるいは適宜蛍光物質を調製した蛍光サイン管もこれに含まれることが多い。

## 概要
ガラス管の両端に平板の電極を封入し、封入ガスとして250 - 400Paのネオンガスを用い、グロー放電時に認められる陽光柱の発光現象を利用したものを、ネオン管という。
ネオン管はジョルジュ・クロードが発明し、1910年にパリの政府庁舎グラン・パレにて公表した。
ネオンサイン等に使われるものは、一般に管長は最大で1.5m。多くの場合、用途に応じ様々な形状に曲げられ、広告用に多用されている。点灯に必要な電圧は1mあたりネオンガス入りが1.2kV、アルゴンや水銀蒸気入りでは1kVの電圧が必要になる。点灯時に流れる電流は20mAのものが一般的である。放電管の分類としては同じくネオン管の一種であるが、電極間隔が1mm程の、家庭用交流電源等の100V程度で点灯させるように設計されたものはネオンランプと呼ばれる。
他の蛍光灯などの放電管と同じように、安定した放電のために安定器が必要である。点灯用の高圧発生用のトランスを兼ねた機材の使用が一般的であり、ネオントランスと呼ばれる。ネオントランスの最高電圧は15kVとなっており2次短絡電流は20mAと決められている。これは万一2次側系に人間が触れた際、40mAが一般的に生死の境を分ける電流値であるとされており、その半分と規定しているためである。
また ガラス管の太さを細くするとより高い電圧で放電を開始するため明るく輝くネオン管とすることができる。
ネオントランスは2次側を短絡しても最大管長のネオン管を接続しても電流が20mAしか流れない磁気漏れ変圧器となっているので15kVのトランスで極端な例では0.1mのネオン管から15m相当のネオン管まで点灯が可能である。
ネオン管を用いた照明器具などの工事には特種電気工事資格者であることが必要とされる。

## ネオンランプ

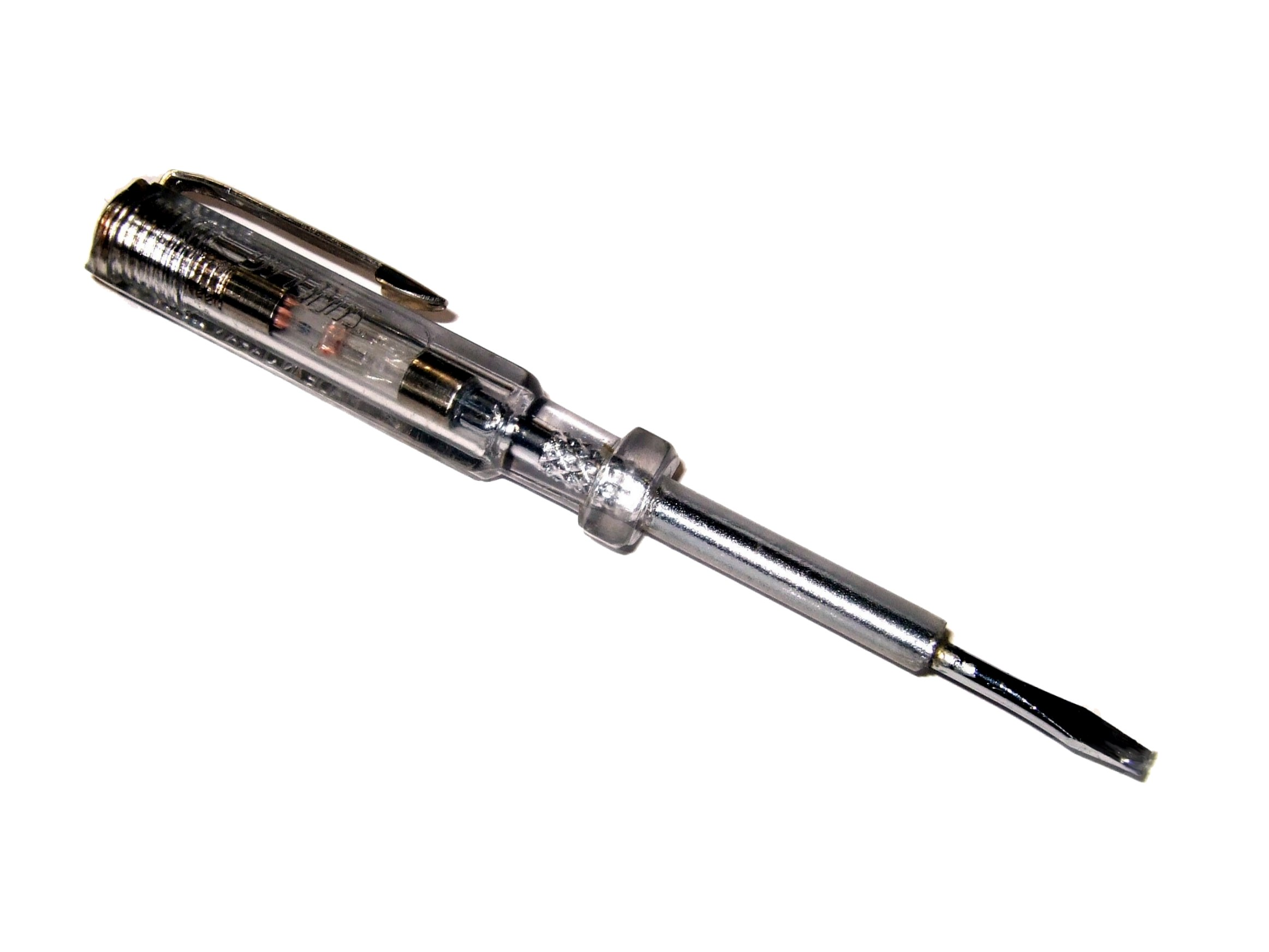
検電ドライバー 内蔵したネオンランプで活線を知る

鉄、あるいはニッケルでできた電極を1mm程度の間隔を取って配置し、ガラス管に収めたものを、ネオンランプという。グロー放電時に、負極表面全域に張り付くように現れる負グローの発光を用いる。発光効率は0.3lm/Wとかなり悪い。電極の形状は単なる棒状のものを平行に並べただけのものから、円盤状、あるいは文字その外様々なものがある。単なる表示ランプから、インテリアとしての照明用、古くは電極を数字の形状にした電極を多数まとめてガラス管に封入した、情報表示用のもの（ニキシー管）もある。
点灯時の電流は1mA程度。放電開始電圧は70V程度、放電停止電圧は60Vで、典型的なS形負性抵抗を持つため、点灯には安定器が必要だが、点灯時の電流が非常に小さいため、通常単なる抵抗（AC100V用で33kΩ、AC200Vで150kΩ）で代用される。
負性抵抗を利用し、非常に単純な弛張発振回路を作って明滅させたり、ノコギリ波発生回路として利用されることもあった。具体的にはネオンランプと並列にコンデンサを接続する（発振回路#ネオン管発振回路）。
近年、パイロットランプとして用いられる単純な電極形状のものは順次発光ダイオードに置き換えられつつある。ただし電源電圧が高い場合は、発光ダイオードでは電流制限抵抗の電力損失が大きいため、ネオンランプが用いられることも少なくない。
よく電化製品の異常表示ランプなどでは正常にもかかわらず微放電をすることがある。これは200V回路などで両側が非接地極の場合に起こる。片方は操作回路の電源、もう片方は保護機器の接点などに接続してある場合保護装置までの配線と機器のケースなどアースされた物との間に電線被覆を介してコンデンサが形成されネオンランプに対地電圧が印加されるため起こる。
対策としてネオンランプにコンデンサ (0.1μF) か抵抗 (100kΩ) を並列に接続すると解消する。

## 自動車のドレスアップ
最近では自動車のドレスアップ（意匠）として、ネオン管（やこれとほぼ同種の冷陰極管）を車体の底部や車内に取り付けたりする改造法がある（詳細はスポーツコンパクト）。